# 鉢ノ山 (徳島県)
鉢ノ山（はちのやま）は、徳島県那賀郡那賀町と海部郡美波町の境にある山である。標高621.1m。

## 地理
「阿波志」に「鉢谷山、鉢村にあり」とある。鉢村（現・那賀町鉢）は、鉢ノ山の北面にあり、西から花才谷・鉢ケ谷・葛木谷と3つの谷から那賀川が流れこむ。那賀町内では鉢ノ山を「やつうち」と呼称するところがある。